# Applied Spectral Imaging
Прикладная спектральная обработка изображений (Applied Spectral Imaging, ASI)— многонациональная биомедицинская компания, которая разрабатывает и производит решения для получения изображений с микроскопов и аппаратов цифровой диагностики с высоким спектральным разрешением. Их используют в больницах, сервисных лабораториях и исследовательских центрах. Компания обеспечивает цитогенетические, патологические и исследовательские лаборатории яркими и четкими спектральными изображениями для клинического применения. Образцы слайдов сканируются, фиксируются, анализируются и архивируются на платформах системы ASI с целью автоматизации рабочего процесса и уменьшения человеческих ошибок при идентификации и классификации хромосомных нарушений, различных онкологических злокачественных новообразований и других заболеваний.

## История
Основанная в 1993 году, ASI изначально ориентировалась на производство приборов спектрального изображения для исследовательского сообщества.
В 2002 году ASI сделала стратегический шаг для расширения рынка клинической цитогенетики и представила свою систему CytoLabView для кариотипирования и изображения флуоресцентной гибридизации.
В 2005 году ASI запустила свою автоматизированную систему сканирования, чтобы увеличить скорость анализа заболевания, компенсируя большие объёмы выборки и помогая лабораториям лучше справляться с дефицитом лаборантов и других специалистов. По мере того, как увеличивалась потребность в большем количестве диагностики, ASI сосредоточилась на обеспечении более быстрой обработки изображения и анализа, чтобы улучшить время получения результатов для пациентов. Автоматизация сканирования и алгоритмы позволили технологам лаборатории уделять больше времени результатам и анализу, а не ручному труду.
В 2011 году ASI выпустила патентованную программную платформу. Интерфейс и оптимизированное программное обеспечение помогают врачам и лаборантам работать над анализом и диагностикой пациентов. Высокопроизводительный загрузчик лотков ASI, представленный в том же году, позволил ускорить лабораторный рабочий процесс и смягчить процесс тестирования.
В 2017 году ASI представила PathFusion и HiPath Pro — системы для обработки изображений, позволяющие выявить патологии для H&E, IHC и FISH, включая сопоставление тканей и изображения микрообъекта во всех точках.

## Разрешения FDA и патенты
Компания имеет большой портфель изобретений, разрешённых FDA.
- 2001 год — BandView
- 2005 год — FISHView
- 2007 год — SpotScan для CEP XY;
- 2010 год — SpotScan для HER2 / neu;
- 2011 год — SpotScan для UroVysion;
- 2013 год — SpotsScan для ALK;
- 2015 год — система HiPath для IHC HER2, ER, PR и Ki6.

ASI имеет ряд патентов на методы и приборы для исследований, в том числе, патенты на конкретные изобретения и на системы спектральной визуализации.

## Возможности инструментов и приложений
Функции и возможности прикладной спектральной обработки изображений, которые используют лаборатории и больницы:
- автоматическое сканирование;
- отображение слайдов;
- оценка и анализ слайдов;
- совместное использование с другими видами оборудования для группового обзора;
- управление базами данных;
- архивирование отчётов;
- стандартизированное тестирование.

## Клинические испытания
Клинические применения ASI для лабораторий включают оценку хромосомного анализа и кариотипирования, флуоресцентное кариотипирование, спектральное кариотипирование, кариотипирование нескольких видов, сканирование и обнаружение метафаз и интерфаз, анализ FISH, сопоставление ткани FISH с H & E / IHC, количественная оценка IHC, микроядро, блокированное цитокинезом, аннотирование и измерение изучаемой области, сопоставление ткани и изображения FISH, анализ и документирование окрашивания мембраны IHC, анализ и документирование ядерной окраски IHC, модули сравнения хромосом, улучшение и документирование, изучение изображения микрообъекта со всех точек, управление данными и сетевое подключение нескольких систем в сети.

## Продукты
- ASI HiPath Pro ™ — система анализа изображений Brightfield для различных гистопатологических потребностей, в том числе для оценки IHC и цельного слайда изображения образцов H & E / IHC.
- ASI PathFusion ™ — устраняет разрыв между патологией Brightfield и FISH. Сочетает изображения всего слайда, компьютерную FISH и цифровое сопоставление тканей FISH с образцами гематоксилина и эозина (H & E) или иммуногистохимии (IHC)
- ASI HiBand ™ — Цифровой хромосомный анализ для подсчета, индексации и кариотипирования.
- ASI HiFISH ™ — Компьютерная диагностика FISH для классификации, сканирования и анализа изображений.
- ASI CytoPower ™ — обработка изображений и анализ для цифрового кариотипирования и диагностики FISH.
- ASI Rainbow ™ — решение для анализа и многоцветного изображения.